# Timbira
I Timbira  sono un macro-gruppo etnico del Brasile che ha una popolazione stimata in circa 8.000 individui (2010).

## Lingua
Parlano la lingua Timbira, lingua che appartiene alla famiglia linguistica Jê, con varianti dialettali da gruppo a gruppo. Da alcuni studiosi, questi dialetti sono riconosciuti come lingue distinte (ad esempio vedi Ethnologue.com).

## Gruppi
Con il termine "Timbira" ci si riferisce ad un insieme di gruppi e sottogruppi etnici: gli Apanyekrá, gli Apinayé, i Canela, i Gavião Parkatêjê, i Krahô, i Krinkatí e i Gavião Pykopjê. Altri gruppi non sono considerati gruppi autonomi ma sottogruppi o etnie dissoltesi nel tempo nei precedenti gruppi: i Krenyê e Kukoikateyê che parlano una língua Tupi-Guarani (Tenetehara), i Kenkateyê, i Krepumkateyê, i Krorekamekhrá, i Põrekamekrá e i Txokamekrá.

## Insediamenti
Vivono negli stati brasiliani di Maranhão, Pará e Tocantins.